# Atletismo nos Jogos Olímpicos de Verão de 2016 - Decatlo masculino

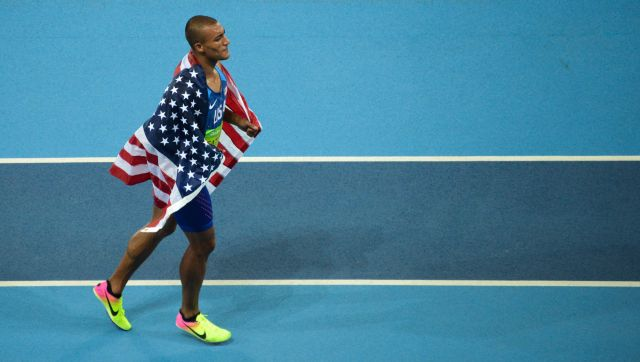
Ashton Eaton comemora após vitória no decatlo.

A competição do decatlo masculino do atletismo nos Jogos Olímpicos de Verão de 2016 aconteceu entre os dias 17 e 18 de agosto no Estádio Olímpico.

## Calendário
Horário local (UTC-3).
| Data                         | Horário | Fase                |
| ---------------------------- | ------- | ------------------- |
| Quarta, 17 de agosto de 2016 | 9:30    | 100 metros          |
| Quarta, 17 de agosto de 2016 | 10:35   | Salto em distância  |
| Quarta, 17 de agosto de 2016 | 12:15   | Arremesso de peso   |
| Quarta, 17 de agosto de 2016 | 17:45   | Salto em altura     |
| Quarta, 17 de agosto de 2016 | 21:30   | 400 metros          |
| Quinta, 18 de agosto de 2016 | 9:30    | 110 m com barreiras |
| Quinta, 18 de agosto de 2016 | 10:25   | Arremesso de disco  |
| Quinta, 18 de agosto de 2016 | 13:25   | Salto com vara      |
| Quinta, 18 de agosto de 2016 | 18:35   | Lançamento de dardo |
| Quinta, 18 de agosto de 2016 | 21:45   | 1500 m              |

## Medalhistas
| Ouro   | USA Ashton Eaton  |
| Prata  | FRA Kevin Mayer   |
| Bronze | CAN Damian Warner |

## Recordes
Antes desta competição, os recordes mundiais e olímpicos da prova eram os seguintes:
| Tipo | Atleta       | Pontos | Local  | Data                 |
| ---- | ------------ | ------ | ------ | -------------------- |
|      | Ashton Eaton | 9045   | Pequim | 29 de agosto de 2015 |
|      | Roman Šebrle | 8893   | Atenas | 24 de agosto de 2004 |

Os seguintes novos recordes foram estabelecidos durante esta competição:
| Data         | Prova           | Atleta       | Nacionalidade  | Pontos | Recordes |
| ------------ | --------------- | ------------ | -------------- | ------ | -------- |
| 18 de agosto | Resultado final | Ashton Eaton | Estados Unidos | 8893   | =        |

## Resultados
| Pos.              | Atleta                  | CON                 | PG     | 100 m      | SD        | AP        | SA       | 400 m      | 110 m      | AD        | SV        | LD        | 1500 m      |
| ----------------- | ----------------------- | ------------------- | ------ | ---------- | --------- | --------- | -------- | ---------- | ---------- | --------- | --------- | --------- | ----------- |
| Medalha de ouro   | Ashton Eaton            | USA Estados Unidos  | 8893 = | 985 10.46  | 1045 7.94 | 773 14.73 | 813 2.01 | 1005 46.07 | 1000 13.80 | 777 45.49 | 972 5.20  | 734 59.77 | 789 4:23.33 |
| Medalha de prata  | Kevin Mayer             | FRA França          | 8834   | 903 10.81  | 960 7.60  | 836 15.76 | 840 2.04 | 896 48.28  | 972 14.02  | 804 46.78 | 1035 5.40 | 814 65.04 | 774 4:25.49 |
| Medalha de bronze | Damian Warner           | CAN Canadá          | 8666   | 1023 10.30 | 977 7.67  | 708 13.66 | 840 2.04 | 941 47.35  | 1029 13.58 | 765 44.93 | 819 4.70  | 786 63.19 | 778 4:24.90 |
| 4                 | Kai Kazmirek            | GER Alemanha        | 8580   | 910 10.78  | 982 7.69  | 741 14.20 | 896 2.10 | 971 46.75  | 896 14.62  | 731 43.25 | 910 5.00  | 807 64.60 | 736 4:31.25 |
| 5                 | Larbi Bourrada          | ALG Argélia         | 8521   | 917 10.75  | 940 7.52  | 715 13.78 | 896 2.10 | 910 47.98  | 955 14.15  | 713 42.39 | 790 4.60  | 836 66.49 | 849 4:14.60 |
| 6                 | Leonel Suárez           | CUB Cuba            | 8460   | 814 11.21  | 847 7.14  | 745 14.27 | 868 2.07 | 902 48.15  | 913 14.48  | 810 47.07 | 880 4.90  | 925 72.32 | 756 4:28.32 |
| 7                 | Zach Ziemek             | USA Estados Unidos  | 8392   | 926 10.71  | 932 7.49  | 694 13.44 | 896 2.10 | 822 49.83  | 878 14.77  | 858 49.42 | 972 5.20  | 752 60.92 | 662 4:42.97 |
| 8                 | Thomas Van der Plaetsen | BEL Bélgica         | 8332   | 808 11.24  | 975 7.66  | 657 12.84 | 953 2.16 | 832 49.63  | 848 15.01  | 738 43.58 | 1035 5.40 | 769 62.09 | 717 4:34.21 |
| 9                 | Kurt Felix              | GRN Granada         | 8323   | 876 10.93  | 915 7.42  | 776 14.77 | 868 2.07 | 855 49.14  | 875 14.79  | 769 45.10 | 760 4.50  | 888 69.92 | 741 4:30.53 |
| 10                | Luiz Alberto de Araújo  | BRA Brasil          | 8315   | 912 10.77  | 930 7.48  | 806 15.26 | 731 1.92 | 902 48.14  | 953 14.17  | 769 45.10 | 880 4.90  | 697 57.28 | 735 4:31.46 |
| 11                | Jeremy Taiwo            | USA Estados Unidos  | 8300   | 858 11.01  | 922 7.45  | 785 14.92 | 982 2.19 | 872 48.78  | 902 14.57  | 663 39.91 | 910 5.00  | 608 51.29 | 798 4:21.96 |
| 12                | Adam Helcelet           | CZE República Checa | 8291   | 847 11.06  | 898 7.35  | 796 15.11 | 840 2.04 | 837 49.51  | 927 14.37  | 749 44.13 | 819 4.70  | 862 68.20 | 716 4:34.41 |
| 13                | Bastien Auzeil          | FRA França          | 8064   | 823 11.17  | 830 7.07  | 815 15.41 | 785 1.98 | 845 49.34  | 871 14.82  | 710 42.23 | 941 5.10  | 767 61.91 | 677 4:40.50 |
| 14                | Cedric Dubler           | AUS Austrália       | 8024   | 892 10.86  | 927 7.47  | 575 11.49 | 925 2.13 | 900 48.18  | 936 14.30  | 642 38.89 | 880 4.90  | 616 51.82 | 731 4:32.12 |
| 15                | Arthur Abele            | GER Alemanha        | 8013   | 890 10.87  | 807 6.97  | 792 15.03 | 785 1.98 | 860 49.02  | 959 14.12  | 760 44.66 | 760 4.50  | 800 64.13 | 600 4:53.07 |
| 16                | Lindon Victor           | GRN Granada         | 7998   | 899 10.83  | 840 7.11  | 777 14.80 | 785 1.98 | 824 49.80  | 762 15.74  | 938 53.24 | 731 4.40  | 791 63.54 | 651 4:44.73 |
| 17                | Pau Tonnesen            | ESP Espanha         | 7982   | 791 11.32  | 893 7.33  | 709 13.69 | 813 2.01 | 778 50.81  | 851 14.99  | 794 46.31 | 972 5.20  | 740 60.15 | 641 4:46.27 |
| 18                | Yordanis García         | CUB Cuba            | 7961   | 903 10.81  | 774 6.83  | 764 14.58 | 813 2.01 | 876 48.69  | 942 14.25  | 671 40.34 | 760 4.50  | 809 64.70 | 649 4:44.99 |
| 19                | Dominik Distelberger    | AUT Áustria         | 7954   | 897 10.84  | 893 7.33  | 692 13.40 | 705 1.89 | 880 48.61  | 925 14.39  | 626 38.09 | 849 4.80  | 765 61.83 | 722 4:33.47 |
| 20                | Keisuke Ushiro          | JPN Japão           | 7952   | 795 11.30  | 774 6.83  | 737 14.14 | 785 1.98 | 795 50.43  | 839 15.09  | 868 49.90 | 880 4.90  | 838 66.63 | 641 4:46.33 |
| 21                | Paweł Wiesiołek         | POL Polônia         | 7784   | 888 10.88  | 750 6.73  | 739 14.17 | 813 2.01 | 806 50.18  | 839 15.09  | 835 48.32 | 760 4.50  | 688 56.68 | 666 4:42.27 |
| 22                | Akihiko Nakamura        | JPN Japão           | 7612   | 852 11.04  | 845 7.13  | 606 12.00 | 731 1.92 | 865 48.93  | 902 14.57  | 562 34.91 | 819 4.70  | 607 51.24 | 823 4:18.37 |
| 23                | Karl Robert Saluri      | EST Estônia         | 7223   | 901 10.82  | 818 7.02  | 721 13.88 | 602 1.77 | 800 50.32  | 676 16.51  | 725 42.96 | 760 4.50  | 536 46.42 | 684 4:39.40 |
| 24                | Maicel Uibo             | EST Estônia         | 7170   | 825 11.16  | 847 7.14  | 0 NM      | 925 2.13 | 765 51.08  | 869 14.84  | 618 37.69 | 941 5.10  | 746 60.52 | 634 4:47.49 |
| 25                | Jiří Sýkora             | CZE República Checa | 6237   | 827 11.15  | 814 7.00  | 695 13.45 | 785 1.98 | 820 49.88  | 847 15.02  | 756 44.49 | 0 NM      | 693 56.99 | 0 DNF       |
| –                 | Mihail Dudaš            | SRB Sérvia          | DNF    | 899 10.83  | 883 7.29  | 742 14.23 | 840 2.04 | 855 49.13  | 892 14.65  | 731 43.27 | 790 4.60  | DNS       | DNS         |
| –                 | Oleksiy Kasyanov        | UKR Ucrânia         | DNF    | 910 10.78  | 945 7.54  | 759 14.50 | 813 2.01 | 882 48.56  | 931 14.34  | 0 NM      | DNS       | DNS       | DNS         |
| –                 | Pieter Braun            | NED Países Baixos   | DNF    | 854 11.03  | 947 7.55  | 722 13.90 | 758 1.95 | DNS        | DNS        | DNS       | DNS       | DNS       | DNS         |
| –                 | Rico Freimuth           | GER Alemanha        | DNF    | 922 10.73  | 854 7.17  | 684 13.27 | DNS      | DNS        | DNS        | DNS       | DNS       | DNS       | DNS         |
| –                 | Willem Coertzen         | RSA África do Sul   | DNF    | 834 11.12  | 809 6.98  | 728 14.00 | DNS      | DNS        | DNS        | DNS       | DNS       | DNS       | DNS         |
| –                 | Leonid Andreev          | UZB Uzbequistão     | DNF    | 797 11.29  | 720 6.60  | 781 14.86 | DNS      | DNS        | DNS        | DNS       | DNS       | DNS       | DNS         |
| –                 | Eelco Sintnicolaas      | NED Países Baixos   | DNF    | 890 10.87  | DNS       | DNS       | DNS      | DNS        | DNS        | DNS       | DNS       | DNS       | DNS         |

Legenda
| Recorde mundial      | Recorde mundial (World record)               |                       | Recorde africano                      | Recorde africano (African) |                                           | Q | Classificado por posição (Qualified) |
| Recorde olímpico     | Recorde olímpico (Olympic record)            | Recorde da América    | Recorde da América (Americas)         | q                          | Classificado por melhor tempo (Qualified) |   |                                      |
| Melhor marca do ano  | Melhor marca do ano (World leading)          | Recorde asiático      | Recorde asiático (Asian)              | DNS                        | Não largou (Did not start)                |   |                                      |
| Recorde nacional     | Recorde nacional (National record)           | Recorde europeu       | Recorde europeu (European)            | DNF                        | Não terminou (Did not finish)             |   |                                      |
| Recorde pessoal      | Recorde pessoal do atleta (Personal best)    | Recorde da Oceania    | Recorde da Oceania (Oceania)          | DSQ / DQ                   | Desclassificado (Disqualified)            |   |                                      |
| Recorde da temporada | Recorde da temporada do atleta (Season best) | Recorde sul-americano | Recorde sul-americano (South America) | NM                         | Sem marca (No mark)                       |   |                                      |